# Нимбуев, Намжил Ширабович
Намжи́л Шира́бович Нимбу́ев (бур.  Нимбуев Ширабай Намжал; 11 июня 1948, Улан-Удэ — 5 октября 1971, Ульдурга) — бурятский советский поэт, переводчик.

## Биография
Намжил Нимбуев родился 11 июня 1948 года в Улан-Удэ в семье бурятского поэта Шираба Нимбуевича Нимбуева. 
Учился в школе №3, которую окончил в 1966 году.
Сочинять стихи начал с детских лет. Писал на русском языке, но есть несколько стихотворений, написанных на бурятском. 
После 7-го класса за хорошую учёбу и участие в различных литературных олимпиадах был награждён путёвкой во Всеюзный пионерский лагерь «Артек». За стихи «Руки прочь от Африки» он был награждён «Большой золотой медалью Артека» за победу в конкурсе авторских стихов.
После окончания школы, чтобы получить необходимый трудовой стаж для поступления в институт, год работал корреспондентом в газете «Молодёжь Бурятии». Затем поступил в литературный институт им. Горького, но успел проучиться там только три курса.
Ушёл из жизни 5 октября 1971 года.

## Творчество
Большую часть своих стихов Намжил написал во время учёбы в институте. Это несколько текстов песен, рассказы, одноактная пьеса «Цветёт черёмуха», повести для подростков «Мальчишки с бантиками» в соавторстве с калмыком О. Манджиевым, «Бей лежачего», на бурятском языке пьеса «Перелётные птицы возвращаются», пьеса «Анонимный сын» в соавторстве с отцом Ш. Нимбуевым.
Намжил Нимбуев писал на русском, он в совершенстве владел монгольским и бурятским языками, учился на переводчика. Делал переводы стихотворений Дондока Улзытуева на русский язык. Перевёл на русский стихи 17 монгольских поэтов-лириков.
Также переводил рассказы бурятских писателей Сергея Цырендоржиева «Тревожная ночь», Ябжана Балданжабона «Бог дождя», Цырен-Дондок Хамаёва «Белый месяц-новолунье», Балдана Ябжанова «Майтагсаан», Д. Гарма «Разведчики», детективную повесть Дожоо Доржо  «Игольное ушко» совместно с Виктором Нимбуевым, которая была опубликована в журнале «Сибирские огни».
Написана работа «Отчего не свободен свободный стих» о верлибре.
Посмертно вышел сборник стихов «Стреноженные молнии» в 1972 году, подготовленный им самим в Бурятском книжном издательстве. Этот же сборник в 1974 и в 1979 годах был напечатан в издательстве «Современник» в Москве. К 50-летию поэта в 1998 году был издан сборник, который был дополнен переводами его стихов на бурятский и воспоминаниями его современников.

## Память
- На малой родине поэта, в улусе Усть-Эгита, установлен его бюст[4].

- В болгарском городе Плиска на территории культурно-исторического комплекса «Двор кириллицы»[5] в ноябре 2018 года установлен бюст Намжила Нимбуева[6].

- В Улан-Удэ один из переулков назван в честь Намжила Нимбуева.[7]
- Рэпер Хаски посвятил поэту альбом «Хошхоног».[8]